# Ballymaloe Cookery School
Ballymaloe Cookery School är en privat matlagningsskola i Shanagarry, Cork, Irland som öppnade år 1983. Den drivs av Darina Allen, en kändiskock på Irland, författare och pådrivande i Irlands slow food movement. Skolan finns på en ekologisk farm och har elever från hela den engelskspråkiga världen.